# Chotyn

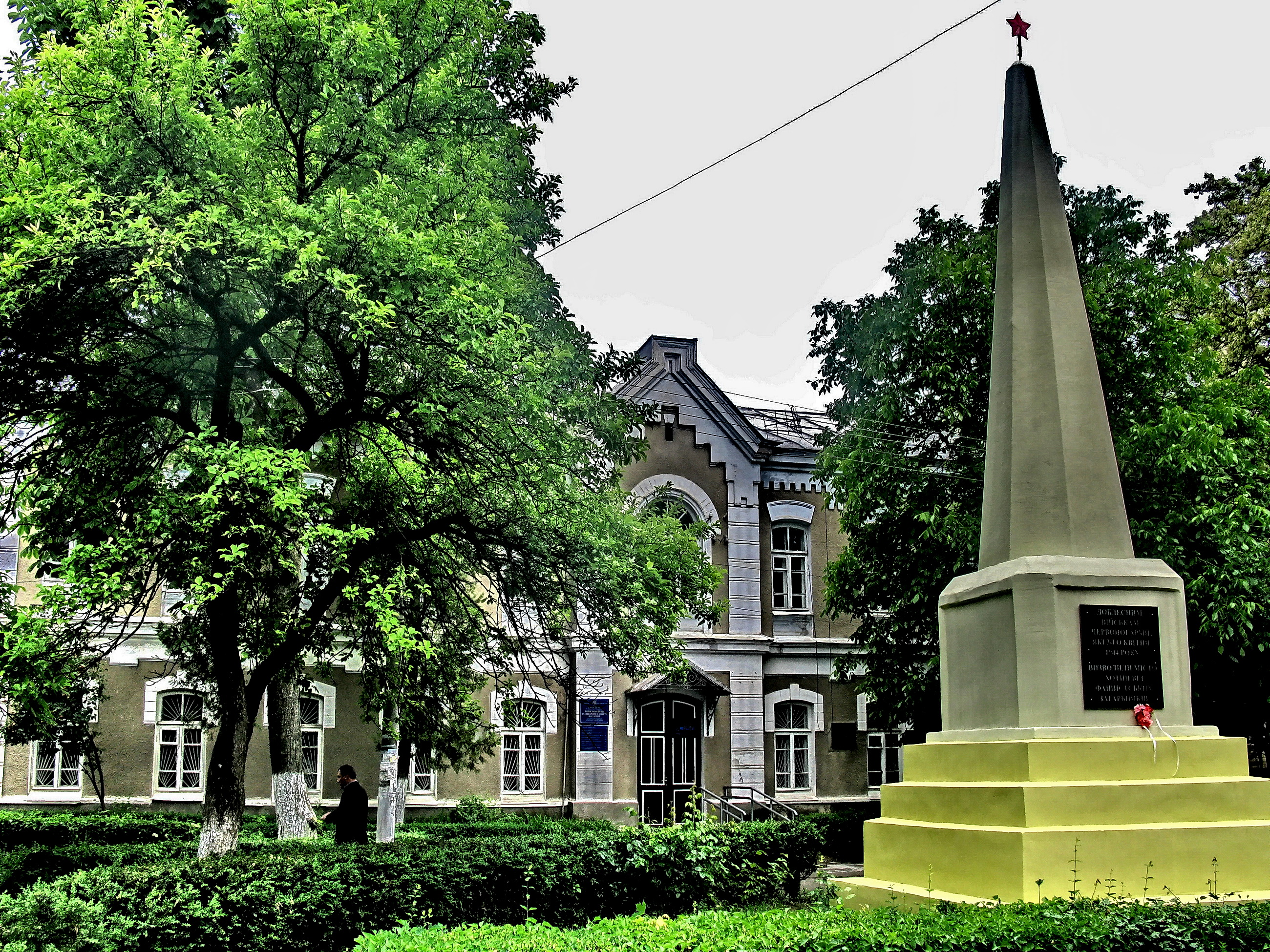
Blick in den Ort

Chotyn (ukrainisch und russisch Хотин, rumänisch Hotin; polnisch Chocim) ist eine Stadt in der ukrainischen Oblast Tscherniwzi. Sie liegt am rechten Ufer des Dnister, 69 km nordöstlich von Czernowitz in der historischen Landschaft des nördlichen Bessarabiens.

## Geschichte
Wegen seiner strategisch günstigen Lage spielte Chotyn eine bedeutende Rolle in der Geschichte der Ukraine, der Moldau, Polens, des Osmanischen Reiches, des Russischen Reiches und Rumäniens.
In der Antike wurde die Gegend von Dakern und Geten bewohnt. Die Reiche von Burebista und Decebalus umfassten auch dieses Gebiet. Archäologische Ausgrabungen belegen die Besiedlung durch Slawen schon im 8. Jahrhundert. Im 10. Jahrhundert gehörte Chotyn zur Kiewer Rus, nach deren Zerfall zum Doppelfürstentum Galizien-Wolhynien und seit 1373 zum Fürstentum Moldau. Im 16. Jahrhundert kam die Stadt kurzzeitig unter polnische, dann wiederum unter moldauische Herrschaft. 1621 kam es hier zur Schlacht bei Chocim zwischen den Osmanen unter Sultan Osman II. einerseits und den Polen und den mit ihnen verbündeten Saporoger Kosaken andererseits. 1673 fand hier mit der Schlacht bei Chotyn erneut eine Auseinandersetzung zwischen Osmanen und Polen statt, wodurch der Friede von Buczacz annulliert wurde. 1711 wurde die Gegend von Chotyn unmittelbar dem Osmanischen Reich unterstellt, Großwesir Mustafa Bairaktar wurde dort geboren.
Im Verlauf der Russisch-Türkischen Kriege im 18. Jahrhundert wechselte Chotyn mehrmals den Besitzer, so wurde es 1769 von der russischen Armee, am 20. September 1788 von der kaiserlichen Armee und 1806 wiederum von den Russen erobert. Mit dem Frieden von Bukarest fiel Chotyn 1812 an das Russische Reich (Gouvernement Bessarabien), dem es bis 1918 angehörte. Nach einer kurzfristigen österreichischen Besatzung (8. März bis 10. November 1918) in den letzten Tagen des Ersten Weltkriegs, kam die Stadt, als Teil Bessarabiens, zu Rumänien. Dagegen erhob sich die Bevölkerung vergeblich im Aufstand von Chotyn im Januar 1919.
Am 28. Juni 1940 wurde Chotyn infolge des Deutsch-sowjetischen Nichtangriffspakts sowjetisch besetzt, nach Beginn des Russlandfeldzugs wieder rumänisch (Juli 1941 bis 4. Mai 1944). Unmittelbar nach der rumänischen Besetzung verübte hier ein Teilkommando des Sonderkommandos 10b der deutschen Einsatzgruppen unter Leitung von Theodor Lipps im Rahmen einer sogenannten „Strafexpedition“ ein Massaker an etwa 150 Angehörigen der jüdischen Ortselite sowie kommunistischen Funktionären.
Nach Ende des Zweiten Weltkrieges kam die Stadt an die Ukrainische SSR und seit dem Zerfall der Sowjetunion ist sie Teil der unabhängigen Ukraine.

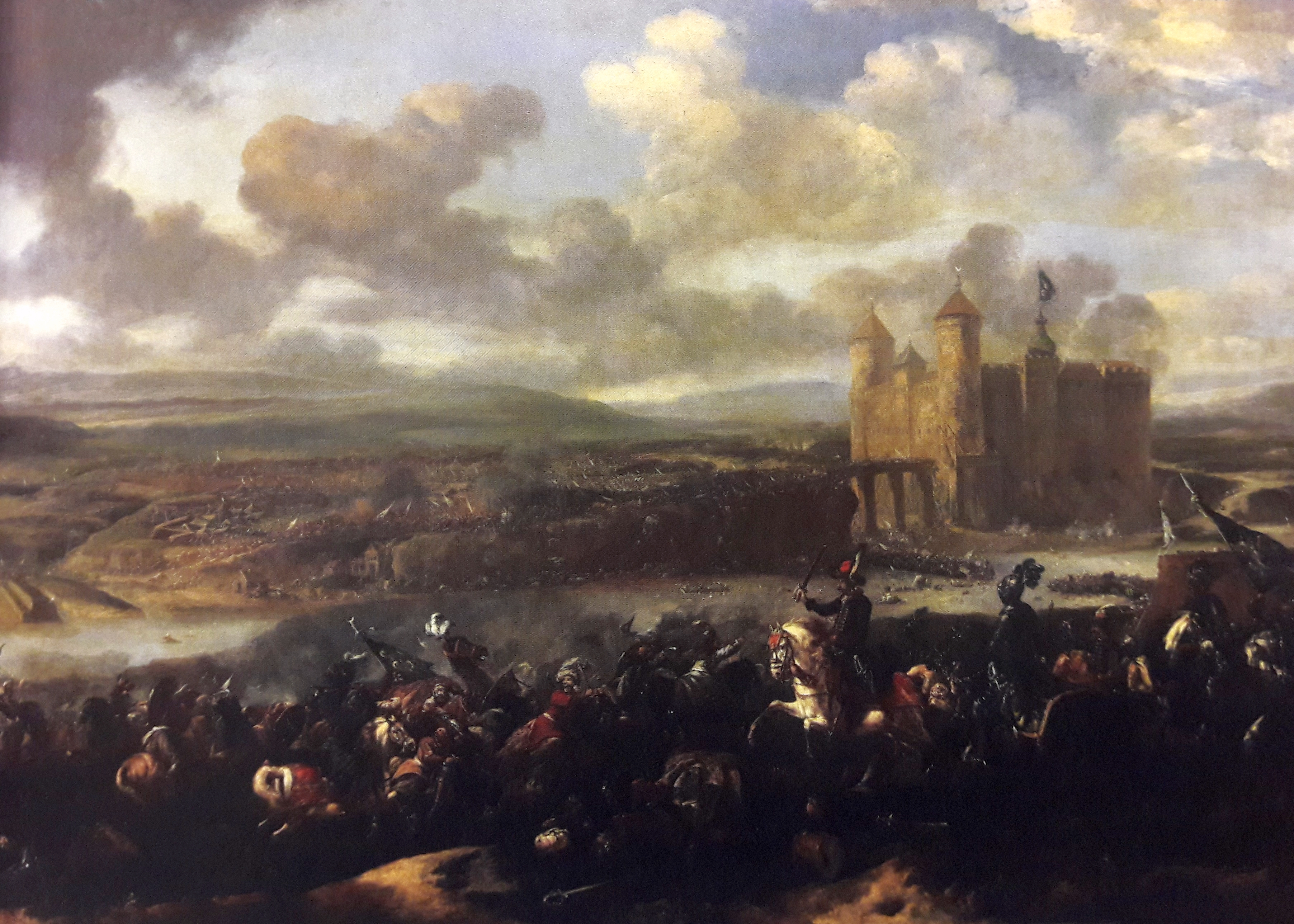
Schlacht um Chotyn zwischen Polen und Türken im 17. Jahrhundert

Karte von Chotyn (um 1739)

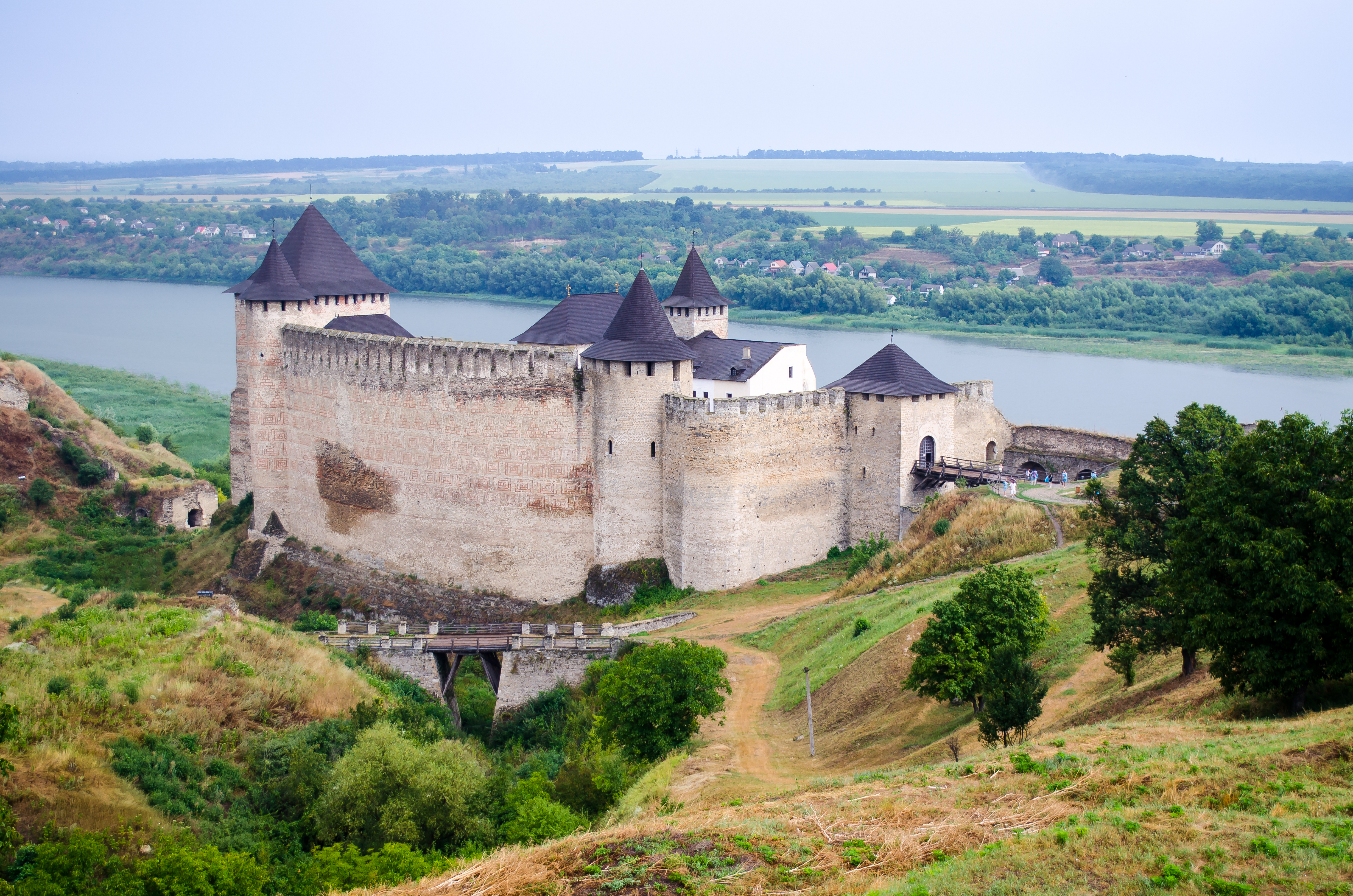
Festung und Dnister aus südlicher Richtung

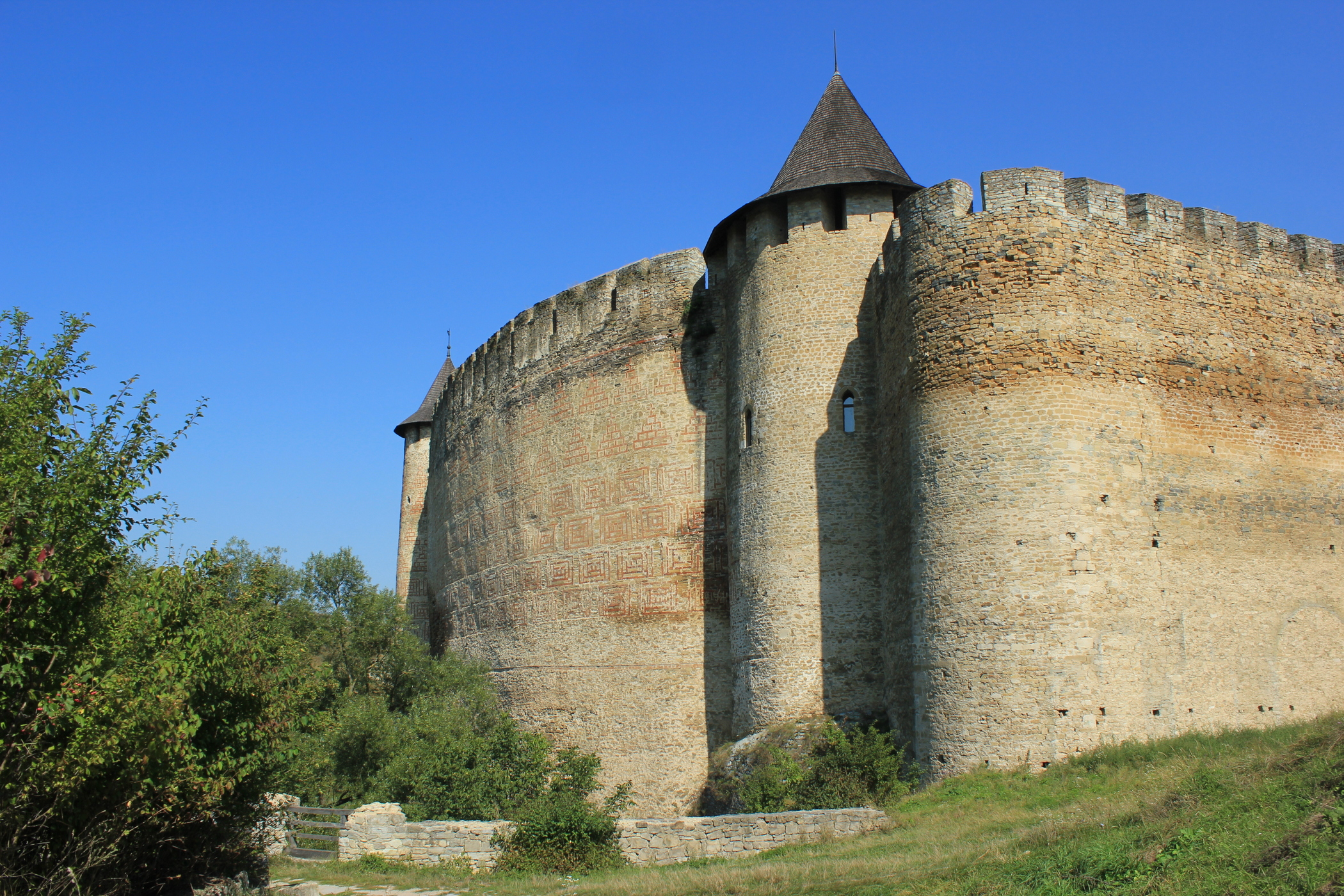
Die 40 Meter hohen Festungsmauern

## Bevölkerung

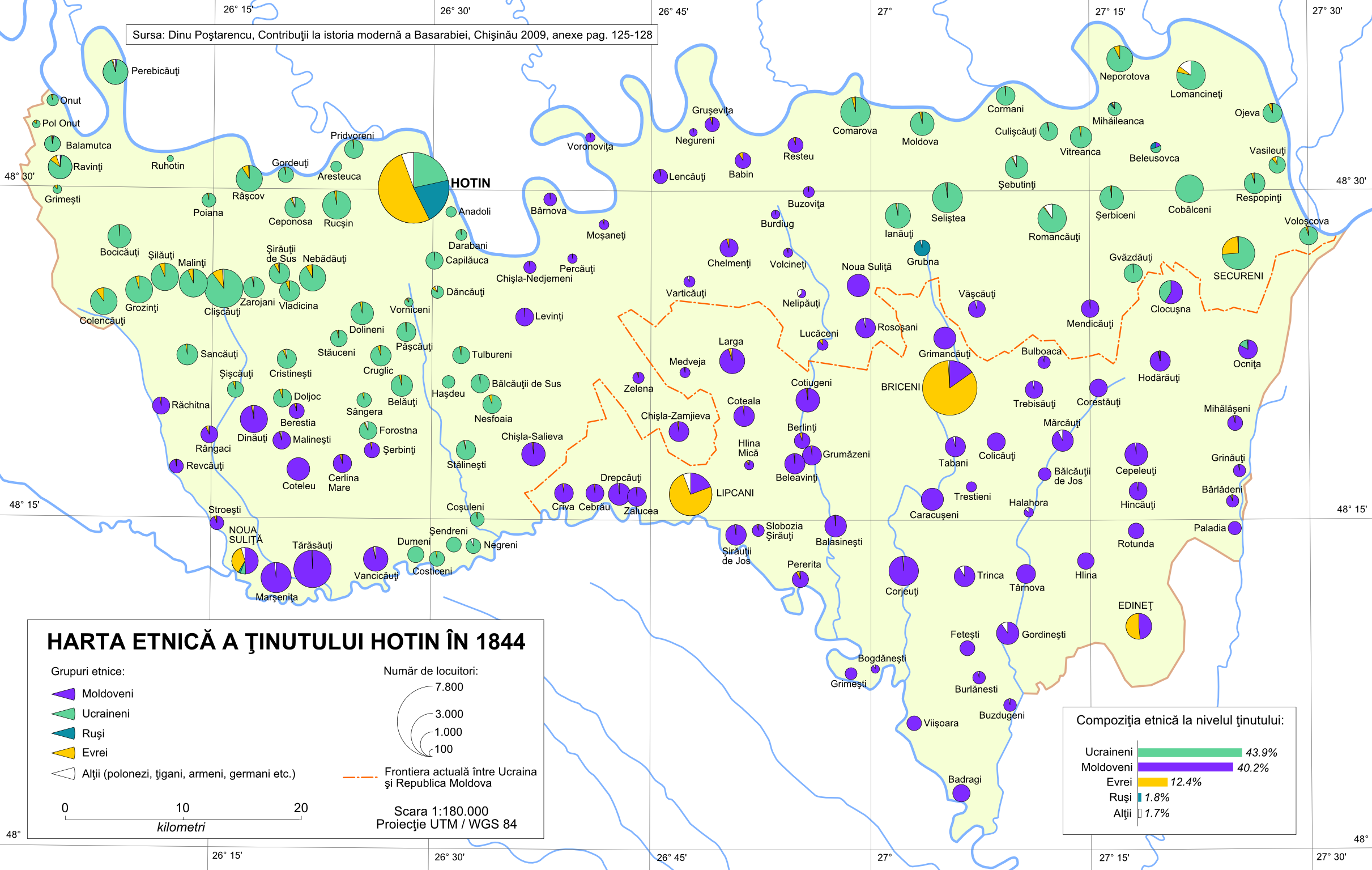
Bevölkerungsgruppen in Chotyn und Umgebung im Jahr 1844. In etwa denselben ethnischen Charakter behielt die Region bis zum Beginn des Zweiten Weltkrieges

Chotyn war vor dem Holocaust ein bedeutendes jüdisches Zentrum mit rund 19.000 jüdischen Einwohnern (auf eine Bevölkerung von 35.000), 36 Synagogen und berühmten jüdischen Schulen. Bis ins 20. Jahrhundert hinein gab es kaum Ukrainer in der Stadt, dagegen viele russischsprachige Einwohner. Die Volkszählung von 1930 ergab folgende Verhältnisse: 15 % Ukrainer, 37 % Russen, 38 % Juden und 9 % Rumänen.
Durch den Zweiten Weltkrieg mit der Ermordung sowie Verschleppung großer Teile der jüdischen Bevölkerung durch deutsche Nationalsozialisten sowie die rumänische Militärdiktatur unter Ion Antonescu haben sich die Einwohnerzahlen radikal geändert. Heute bezeichnen sich 72 % der Bevölkerung als Ukrainer, 16 % als Russen, 8 % als Juden und 4 % als Rumänen.
Die Bevölkerung ist seit dem Beginn des 20. Jahrhunderts rückläufig:
- 1897: 23.800 Einwohner
- 1930: 15.300 Einwohner
- 1970: 11.900 Einwohner
- 2001: 11.216 Einwohner

## Geographie

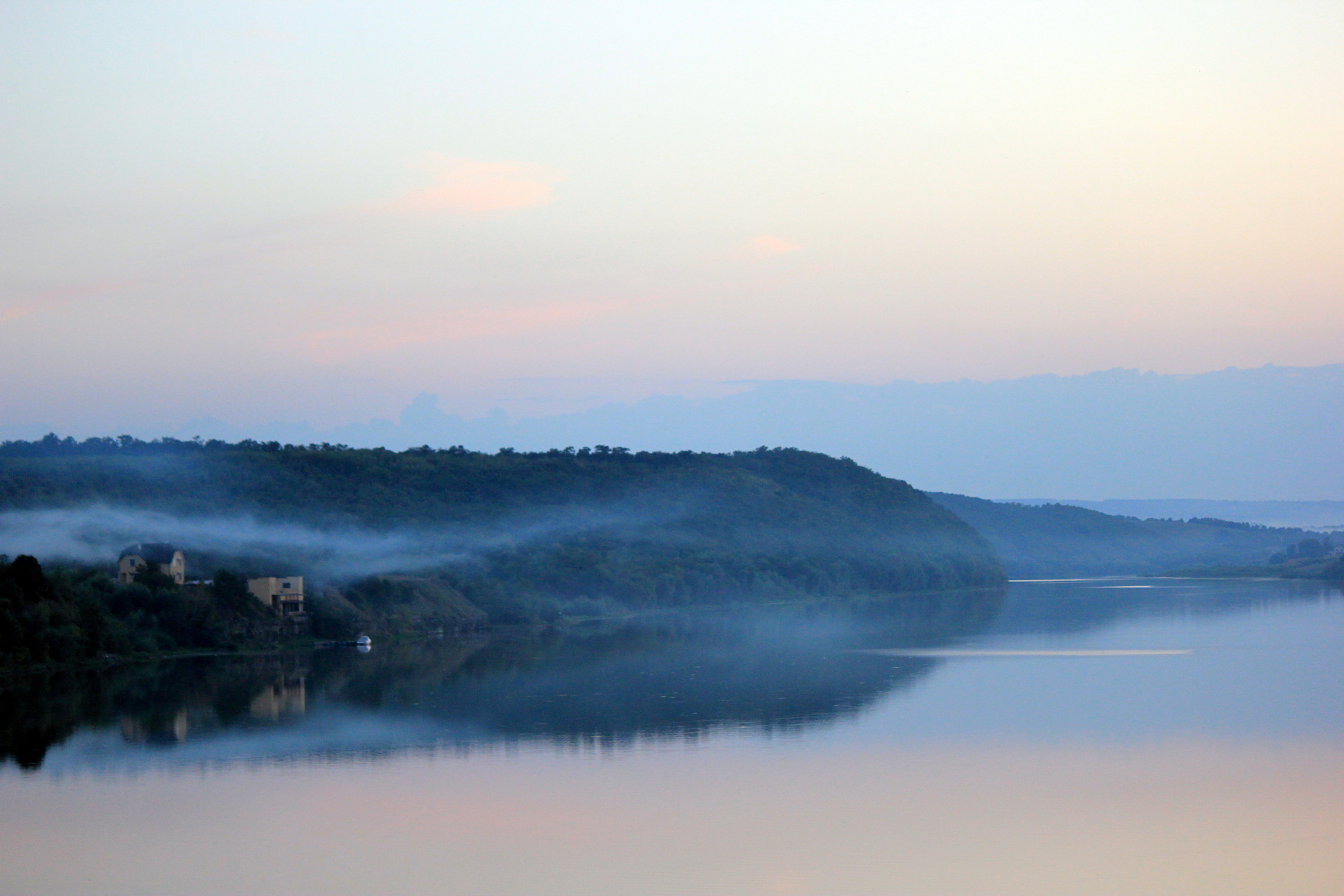
Der aufgestaute Dnister bei Chotyn

Chotyn liegt im Osten der Oblast Tscherniwzi unweit der moldauischen Grenze am südlichen Ufer des angestauten Dnister. Die Fernstraße N 03 überquert hier auf dem Weg von Czernowitz nach Kamjanez-Podilskyj den Fluss. Die nächsten Straßenbrücken befinden sich flussabwärts im 90 Kilometer entfernten Nowodnistrowsk und flussaufwärts in Salischtschyky (85 km). Der Flussabschnitt zwischen Salischtschyky und Chotyn ist als Dnister-Canyon als nationales Naturdenkmal geschützt.

## Verwaltungsgliederung
Am 9. Juli 2018 wurde die Stadt zum Zentrum der neu gegründeten Stadtgemeinde Chotyn (Хотинська міська громада/Chotynska miska hromada). Zu dieser zählen auch die 10 in der untenstehenden Tabelle aufgelistetenen Dörfer im Rajon Chotyn; bis dahin bildete sie die Stadtratsgemeinde Chotyn (Хотинська міська рада/Chotynska miska rada).
Seit dem 17. Juli 2020 ist der Ort ein Teil des Rajons Dnister.
Folgende Orte sind neben dem Hauptort Chotyn Teil der Gemeinde:
| ukrainisch transkribiert | ukrainisch | russisch                 | rumänisch            |
| ------------------------ | ---------- | ------------------------ | -------------------- |
| Anadoly                  | Анадоли    | Анадолы                  | Anadoli              |
| Ataky                    | Атаки      | Атаки (Ataki)            | Atachi, Otaci        |
| Biliwzi                  | Білівці    | Беловцы (Belowzy)        | Beleuți              |
| Dankiwzi                 | Данківці   | Данковцы (Dankowzy)      | Dăncăuți             |
| Jariwka                  | Ярівка     | Яровка (Jarowka)         | Hajdeu, Ghijdeva     |
| Kapliwka                 | Каплівка   | Каплевка (Kaplewka)      | Capilăuca, Caplevca  |
| Kruhlyk                  | Круглик    | Круглик (Kruglik)        | Cruglic              |
| Krutenky                 | Крутеньки  | Крутеньки (Krutenki)     | Tulbureni, Tolbuceni |
| Paschkiwzi               | Пашківці   | Пашковцы (Paschkowzy)    | Pășcăuți             |
| Wornytschany             | Ворничани  | Ворничаны (Wornitschany) | Vorniceni            |

## Sehenswürdigkeiten

### Festung Chotyn
Die Slawen errichteten zum Schutz des Dnister-Überganges eine Burganlage, zuerst als Holzbau und seit dem 13. Jahrhundert aus Stein. Die heutige Befestigungsanlage wurde vom moldauischen Fürsten Ștefan cel Mare im 15. Jahrhundert errichtet. Bis ins 20. Jahrhundert blieb sie bedeutend und war Schauplatz mehrerer wichtiger Schlachten (siehe #Geschichte). Die Kosaken unter Tymofij Chmelnyzkyj konnten die Festung in den Jahren 1650 und 1652/53 zweimal einnehmen. Die Festung war mehrfach das Objekt russischer Eroberungen: 1769 durch Alexander Galizyn, 1788 durch Iwan Saltykow und 1807 durch Iwan Michelson.
Die Festung war in sowjetischer Zeit als Schauplatz von Kinofilmen beliebt; über 50 Spielfilme sind hier entstanden.

### Weitere Sehenswürdigkeiten
Chotyn besitzt etwa 20 historische Denkmäler. Darunter ist die Kriegsgräberstätte, in der 4910 gefallene russische Soldaten des Ersten Weltkriegs und die 47 Opfer des Chotyner Aufstandes von 1919 bestattet sind.
Der Jüdische Friedhof Chotyn wurde aufgrund eines bilateralen Abkommens zwischen den USA und der Ukraine in die Liste der amerikanischen Auslands-Kulturerbestätten aufgenommen.